# Mark Staunton
Mark Staunton (20 januari 1982) is een Ierse golfprofessional. Hij werd geboren in Ballinasloe, County Galway en  geeft les op de Ballinasloe Golf Club.
In 2010 won hij de Moran Cup op The Royal Dublin Golf Club. In 2012 won hij Stage 1 van de Tourschool op de Roxburghe Golf Club in Schotland, zijn landgenoot Peter O'Keeffe eindigde op de 2de plaats.

## Gewonnen
- 2005: Irish Assistant Championship
- 2007: Ulster PGA Championship, Irish Order of Merit
- 2010: Moran Cup (-2)
- 2012: Connemara Pro-Am, Tourschool (Stage 1 op de )